# Albert Benois
Albert Nikolaïevitch Benois (en russe : Альберт Николаевич Бенуа), né le 14 mars 1852 (26 mars dans le calendrier grégorien) à Saint-Pétersbourg et décédé le 16 mai 1936 à Fontenay-aux-Roses, est un aquarelliste russe.

## Biographie
La famille Benois a donné de nombreux artistes talentueux pendant plusieurs générations. Albert est le fils ainé de l'architecte Nicolas Benois le frère de l'artiste et décorateur de théâtre Alexandre Benois, l'oncle de l'artiste peintre Zinaïda Serebriakova, et le grand-oncle de Peter Ustinov. Maria, fille d'Albert, épousa le compositeur, pianiste et chef d'orchestre russe Nicolas Tcherepnine (1873–1945). Leur fils Alexandre Tcherepnine fut aussi compositeur et pianiste. Son fils Nikolaï s'est marié à la chanteuse d'opéra soprano Maria Nikolaïevna Kouznetsova.
Albert Benois est enterré au cimetière russe de Sainte-Geneviève-des-Bois.
Certains[Qui ?] considèrent Albert Benois comme le plus grand maître aquarelliste de la seconde moitié du XIXe siècle et du début du XXe siècle.

## Galerie

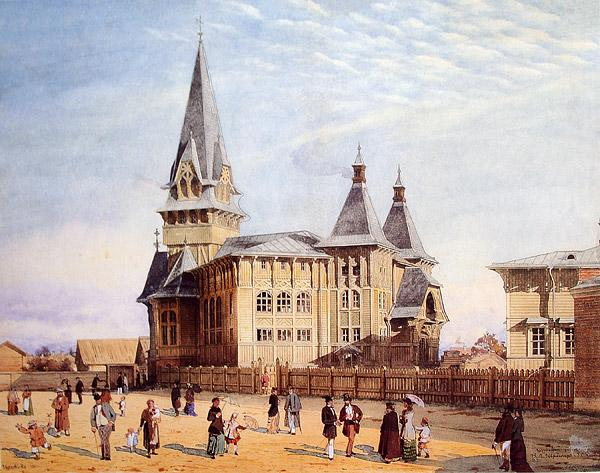
L'église luthérienne Sainte-Marie à Saint-Pétersbourg, 1881
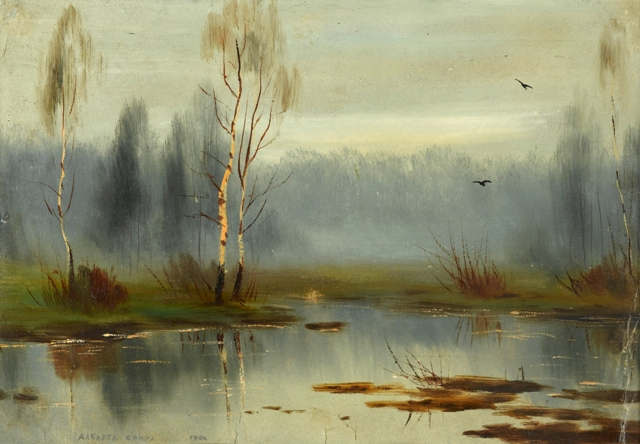
Bouleaux argentés, 1904
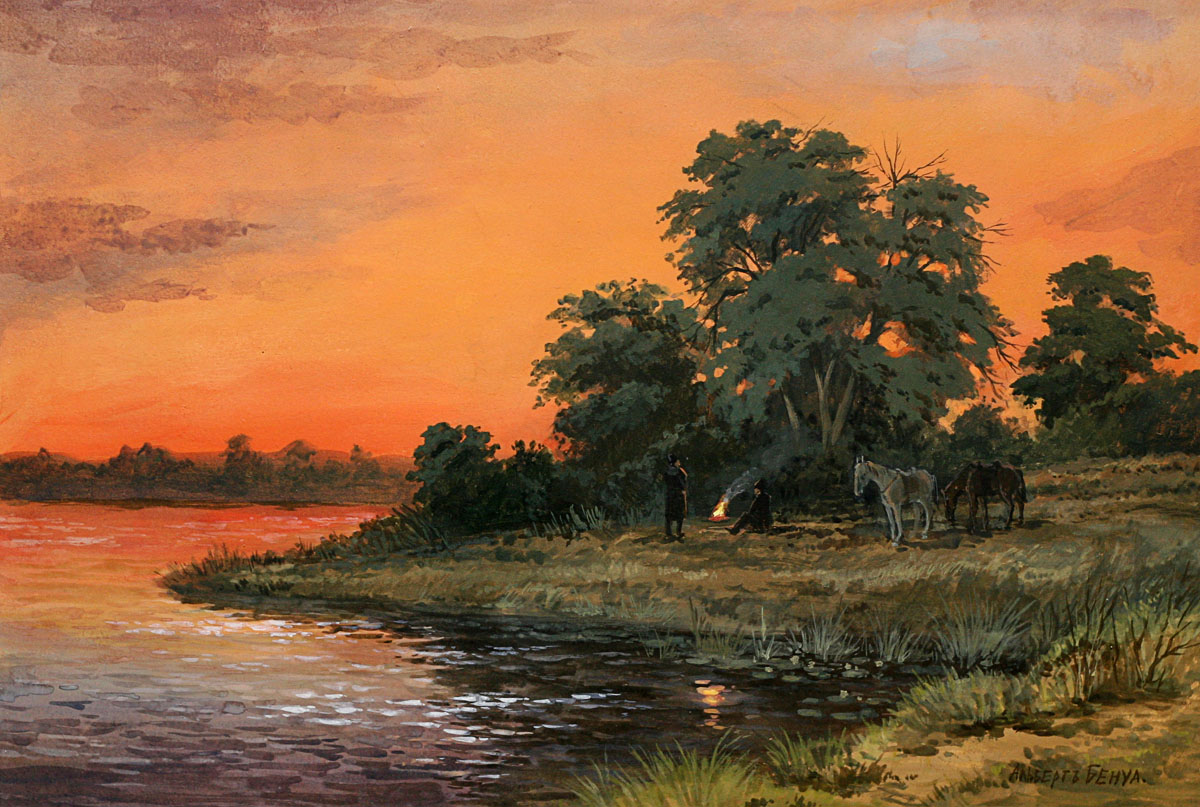
Arrêt de voyageurs devant un feu.
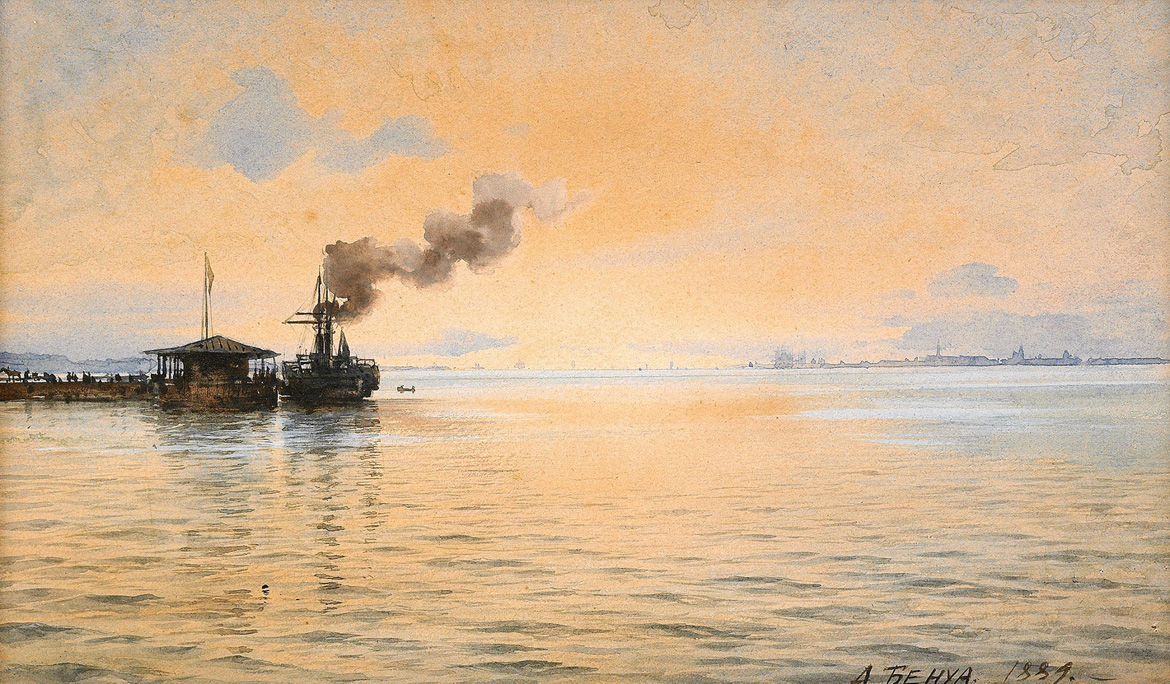
Kronstadt, vue d'un quai de Peterhof, 1889
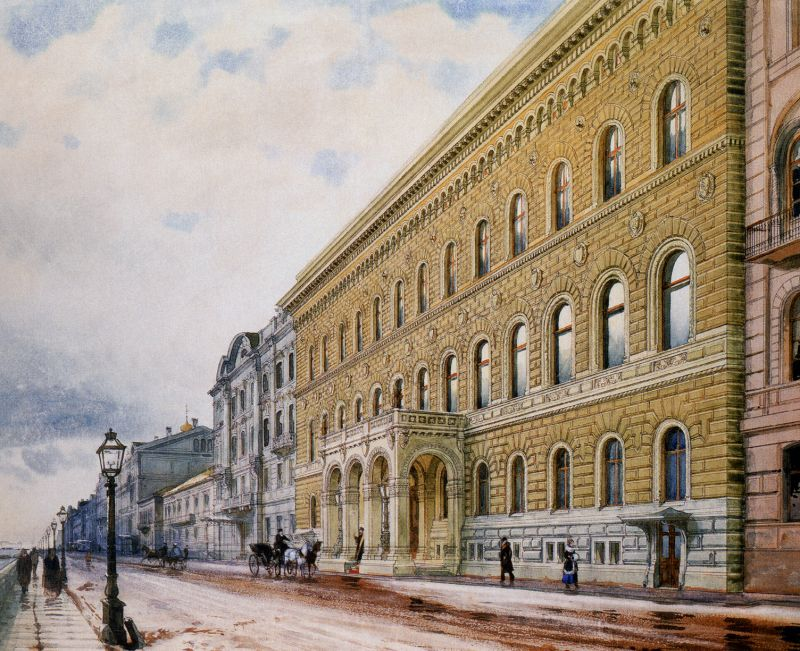
Le palais Vladimir de Saint-Pétersbourg, années 1870.
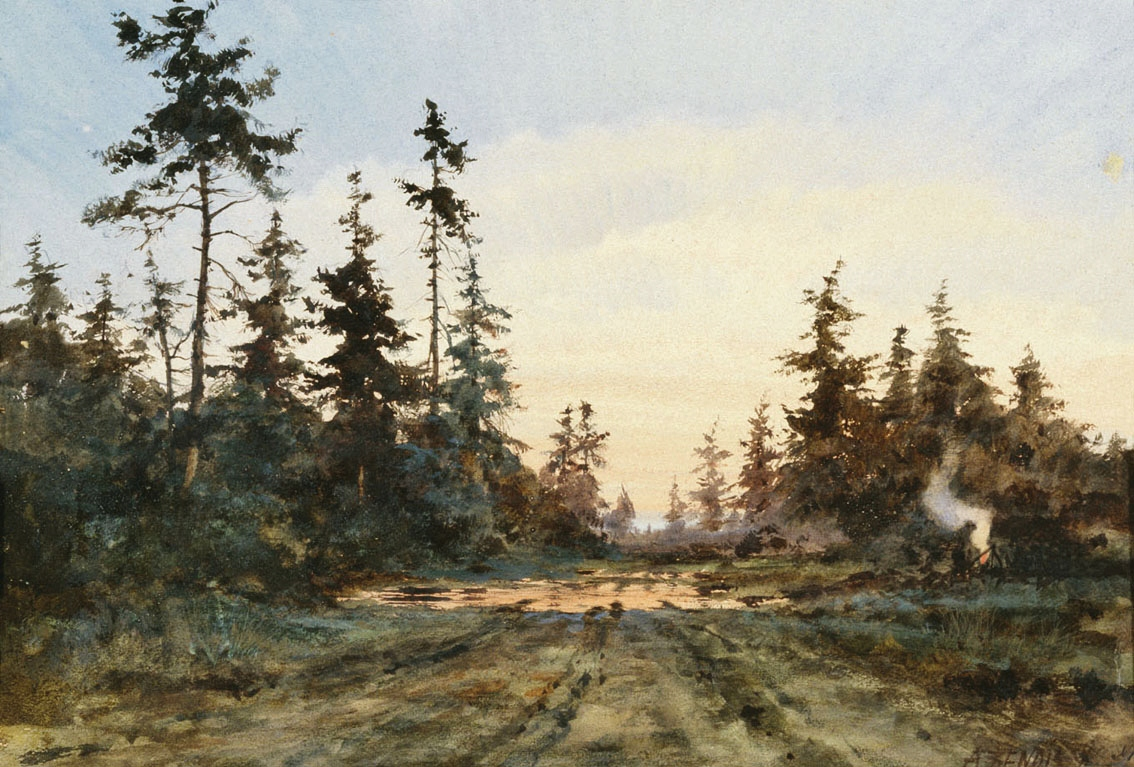
Le bosquet.
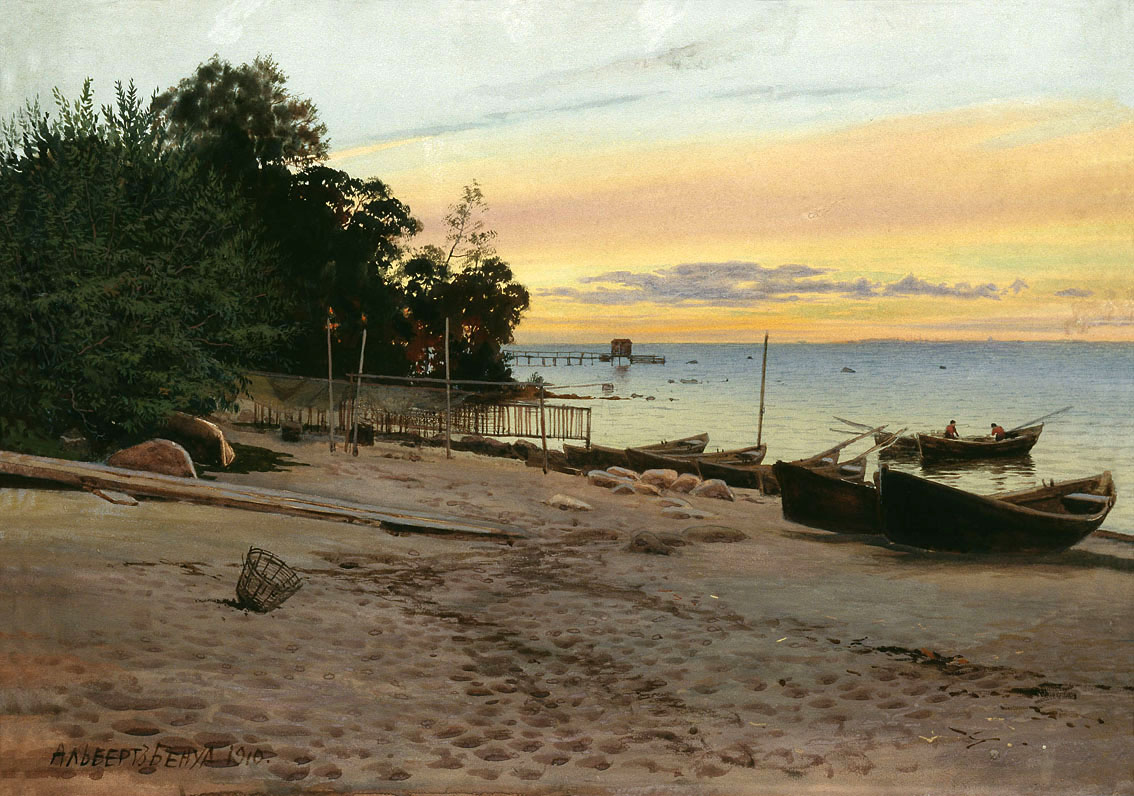
Soirée au bord de la mer, 1910
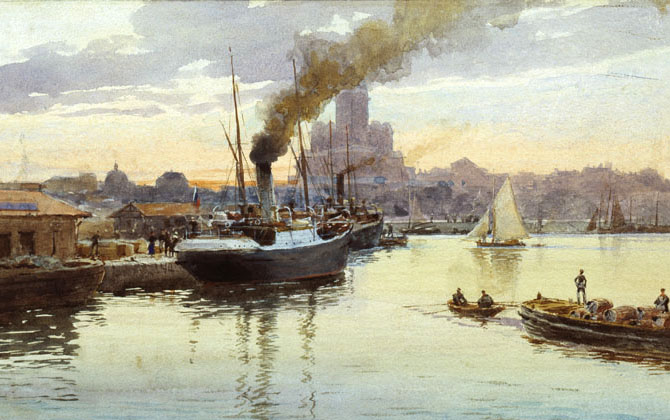
Le port.